# مجله بازخورد
مجله بازخورد (تاسیس ۱۳۹۷) ماهنامه چاپی مستقلی است که به زبان فارسی در زمینه تخصصی ارتباطات در تهران منتشر می‌شود. بازخورد با دیدی انتقادی به مسایل ارتباطات در ایران و جهان در حوزه‌هایی از جمله علوم ارتباطات اجتماعی، فناوری اطلاعات و ارتباطات، فضای مجازی و روزنامه‌نگاری می‌پردازد. صاحب امتیاز و مدیرمسئول مجله بازخورد سعید ارکان‌زاده یزدی و دبیر تحریریه آن سهند ستاری است.

## پی‌نوشت‌ها
1. ↑  «شناسنامه مجله بازخورد». سایت بانک اطلاعات نشریات کشور Magiran. دریافت‌شده در ۲۰۲۰-۰۴-۱۴.
2. ↑  مهر، اولین «بازخورد» روی کیوسک، ۳۰ فروردین ۱۳۹۷
3. ↑  روزنامه شرق،  هیاهوی سئو و حادواقعیت در فضای سایبر، ۲۵ اسفند ۱۳۹۸
4. ↑  روزنامه شرق، اولین بازخورد می‌آید، ۳۰ فروردین ۱۳۹۷